# Castrum de Montpaon
Ne pas confondre avec Montpaon, hameau de Fondamente (Aveyron).
Le castrum de Montpaon est une structure d'habitat troglodyte située sur le territoire de la commune de Fontvieille, dans le massif des Alpilles (Bouches-du-Rhône). Il a été peuplé essentiellement entre le XIIe et le XIVe siècle. Une occupation sporadique continue durant les deux siècles suivants. Dépendance de la maison des Baux, située à quelques kilomètres à l'est, il a probablement participé à la défense du territoire des Baux à partir de la fin des guerres baussenques de la fin du XIIe siècle. Il était un point de surveillance idéal sur les marais des Baux, une zone de pêche convoitée.
Des fouilles programmées sont menées depuis 2008. Des fouilleurs illégaux à la recherche de mobilier métallique ont en partie abîmé le site.

## Localisation
Le castrum de Montpaon se situe au sommet du même nom et culmine à 230 mètres d'altitude. On y accède par un chemin de randonnée au départ d'un sentier situé au nord du château d'Estoublon.

## Historique
Une occupation humaine des VIIIe et VIIe siècles av. J.-C. est prouvée par de la céramique découverte en fouille ainsi que par des objets en alliage cuivreux ramassés anciennement. Ils attestent d'un "faciès culturel précocement hellénisé que l'on observe dans les contextes d'habitats aristocratiques d'Europe occidentale".
La plus ancienne mention du castrum de Montpaon serait fournie par une bulle du pape Benoît VIII en 1024, mais le document original n'a pas encore pu être retrouvé. Les éléments céramiques les plus anciens sont datés de la fin du XIe siècle ou du début du XIIe siècle. En 1271, 62 hommes du terroir de Montpaon - castrum et fermes comprises - prêtent l'hommage dans le château des Baux. Ils sont 44 en 1324. On peut estimer que la population est à peu près quatre fois plus nombreuses. Des gens de Raimond de Turenne occupent le château en 1396 et s'en servent de base pour rançonner la région. L'habitat subit d'importantes dégradations sonnant le glas de l'occupation et une partie des défenses est démolie.
Le château est une dépendance de la famille des Baux jusqu'à son annexion au domaine des comtes de Provence en 1427. Le terroir est vendu par le roi René en 1437 pour 2500 florins d'or à Jean d'Arlatan. Celui-ci ayant contracté d'importantes dettes auprès de la Cour, le comte de Provence en reprend possession en 1442. Il le donne ensuite à l'abbaye de Montmajour avant de l'en confisquer à la suite d'une querelle. En 1595, le sieur de Saint-Roman qui a préalablement désolé les environs s'empare du castrum par la force. Il faudra deux mois de siège au gouverneur des Baux pour l'en déloger. Les fortifications et autres structures défensives sont arasées en 1596, mais la chapelle est respectée.
La première mention de la chapelle du castrum remonte à 1213, l'édifice est alors dénommé Sainte-Marie du Montpaon et apparaît dans une liste des lieux de culte taxés lors du concile du diocèse métropolitaine d'Arles. Il est qualifié de chapelle en 1374 dans le testament d'Antoine des Baux. Celui-ci demande que son corps y repose pendant une année, de par son attachement personnel au site, avant d'être transféré dans l'église de l'abbaye de Silvacane. À une date inconnue, le vocable change pour celui de Saint-Cyprien ainsi que l'atteste une visite pastorale de 1681. L'édifice est alors dans un état de ruines.

## Description

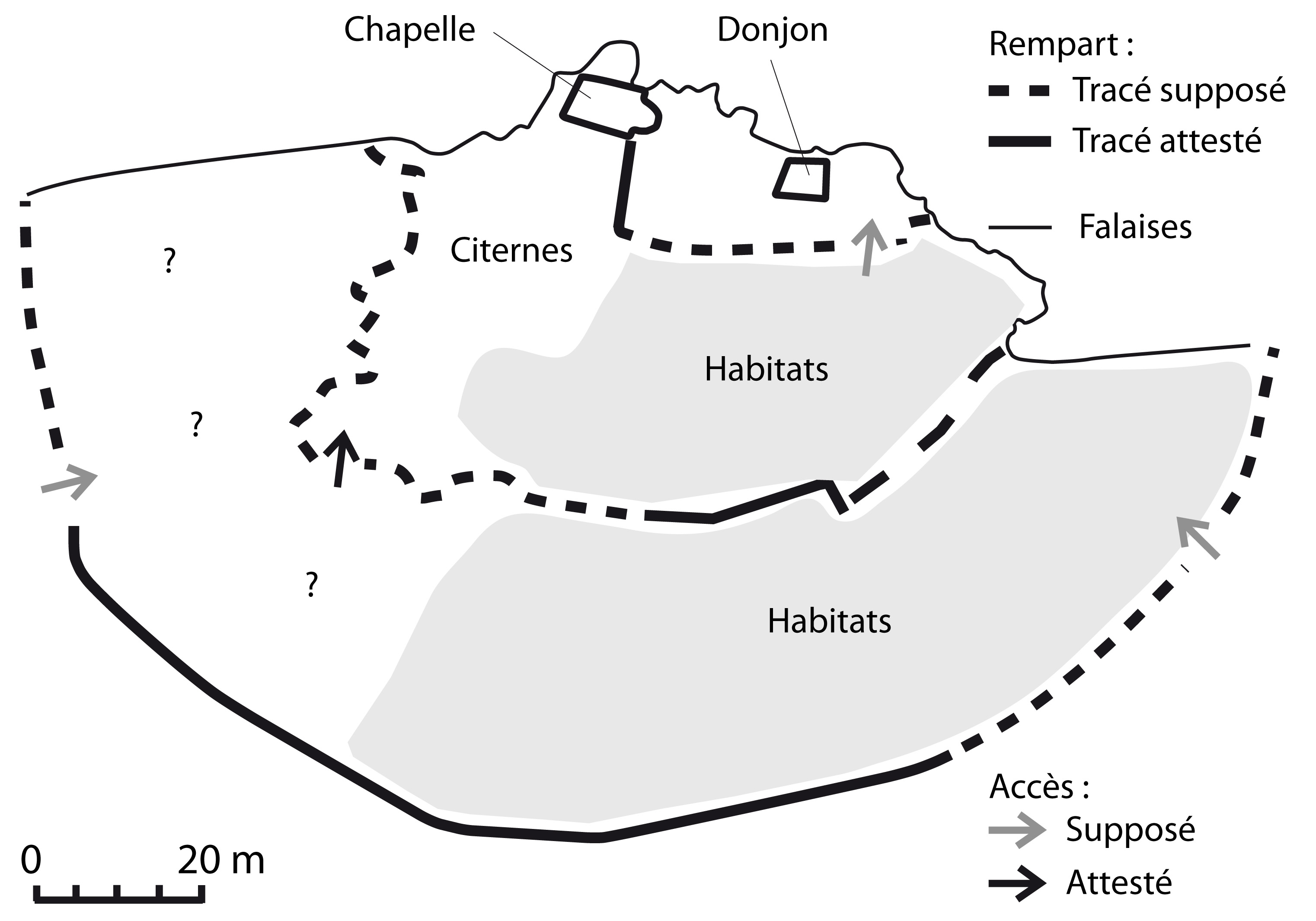
Plan du castrum de Montpaon

L'arasement des structures défensives à la fin du XIVe siècle puis à nouveau à la fin du XVIe siècle, la récupération des matériaux et l'effondrement des murs ainsi qu'une couverture végétale dense contribuent à rendre la lecture du site difficile. Les constructeurs ont su habilement tirer parti de la forte déclivité pour la construction des bâtiments et des remparts, en économisant la pierre de construction en creusant le rocher. Le castrum de Montpaon est divisible en trois zones séparées par des remparts.
La plate-forme supérieure est limitée au nord par un à-pic rocheux de plusieurs dizaines de mètres de hauteur, au sud et à l'ouest par un mur défensif. Le logis seigneurial dont il ne reste que les fondations y prend place. Les opérations archéologiques ont révélé les vestiges de quelques-uns de ces bâtiments dont ceux du donjon. Une citerne creusée dans le rocher, à voûte de blocs de pierre, actuellement en grande partie comblée, en occupe la base. Une ouverture pratiquée en bordure de la voûte permettait d'y puiser de l'eau.
La zone intermédiaire est comprise entre le rempart supérieur qui ceinture le logis et un rempart médian épousant la pente, en arc de cercle. La chapelle, en partie taillée dans le roc, dont il subsiste de belles élévations au niveau du chevet, est située au nord-ouest. Plusieurs citernes rupestres, localisées au sud du lieu de culte, sont disposées de part et d'autre d'un chemin qui dessert un quartier d'habitation sur deux niveaux. Les fondations des bâtiments sont creusées dans le rocher et il en est de même du mur nord pour quelques-uns.
La zone inférieure est comprise entre le rempart médian et le rempart inférieur également en arc de cercle. Elle regroupe plusieurs quartiers d'habitation.

## Photos

### Galerie

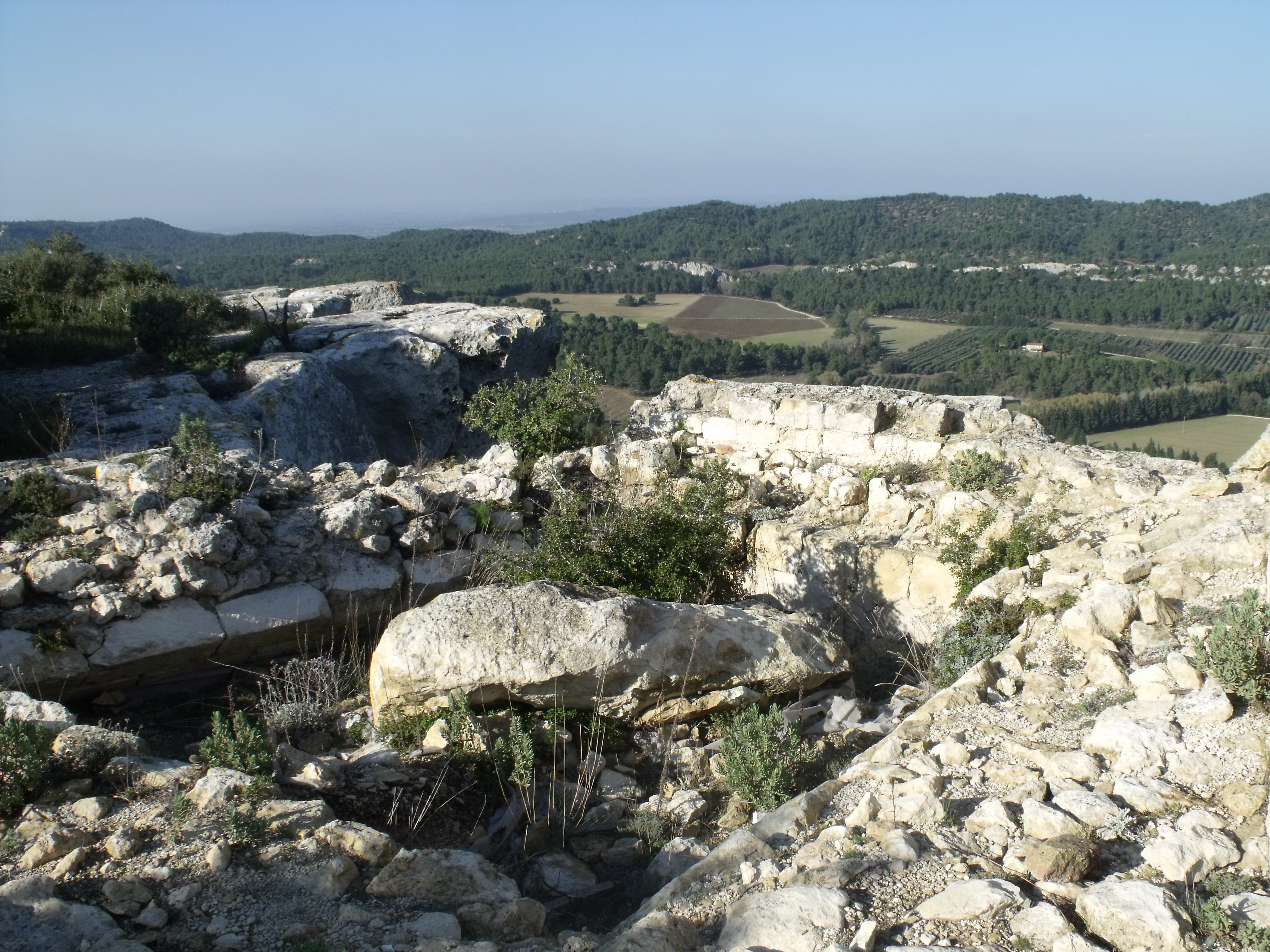
Emplacement du donjon et départ de la voûte de la citerne comblée
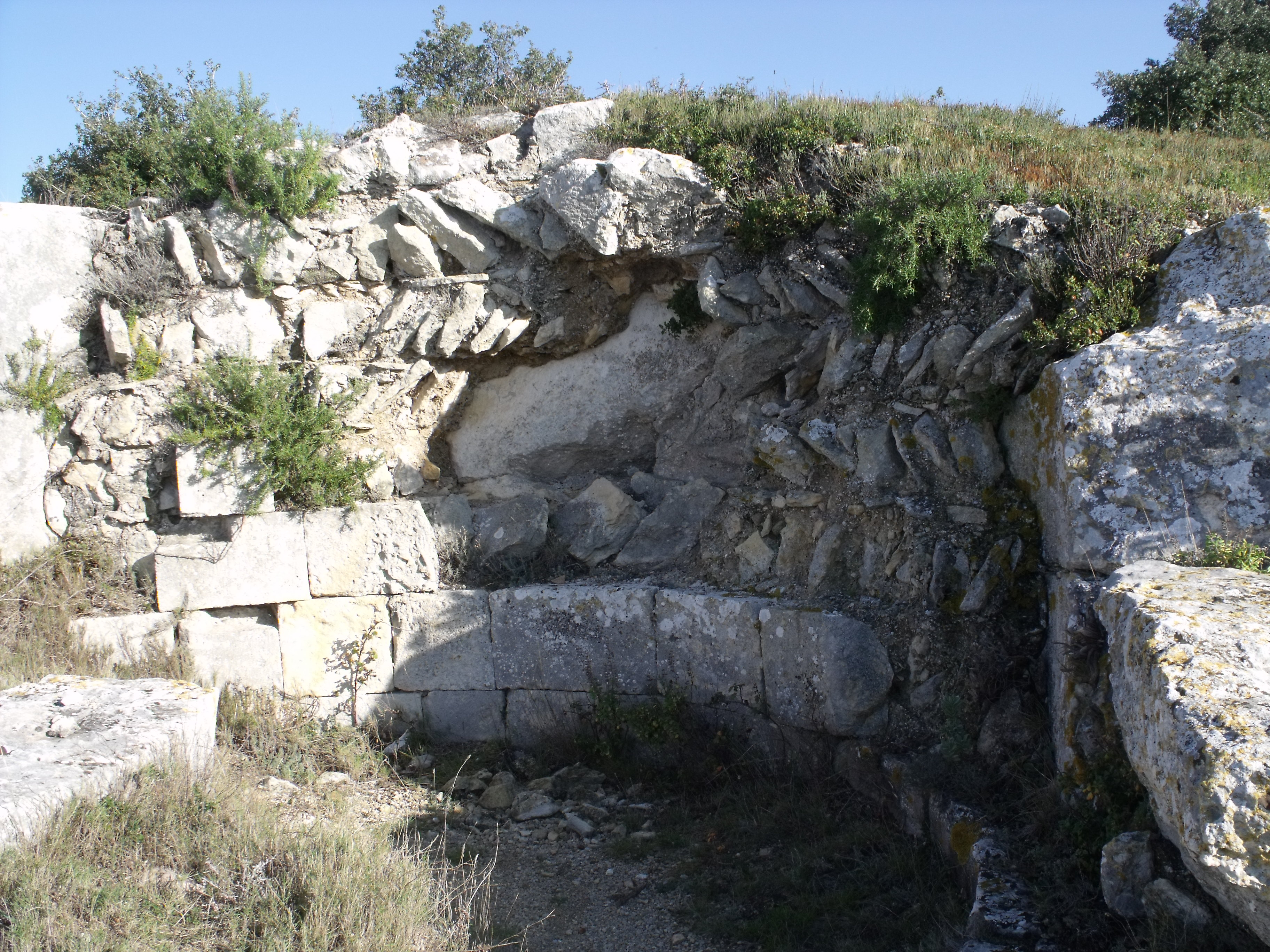
Chevet de la chapelle
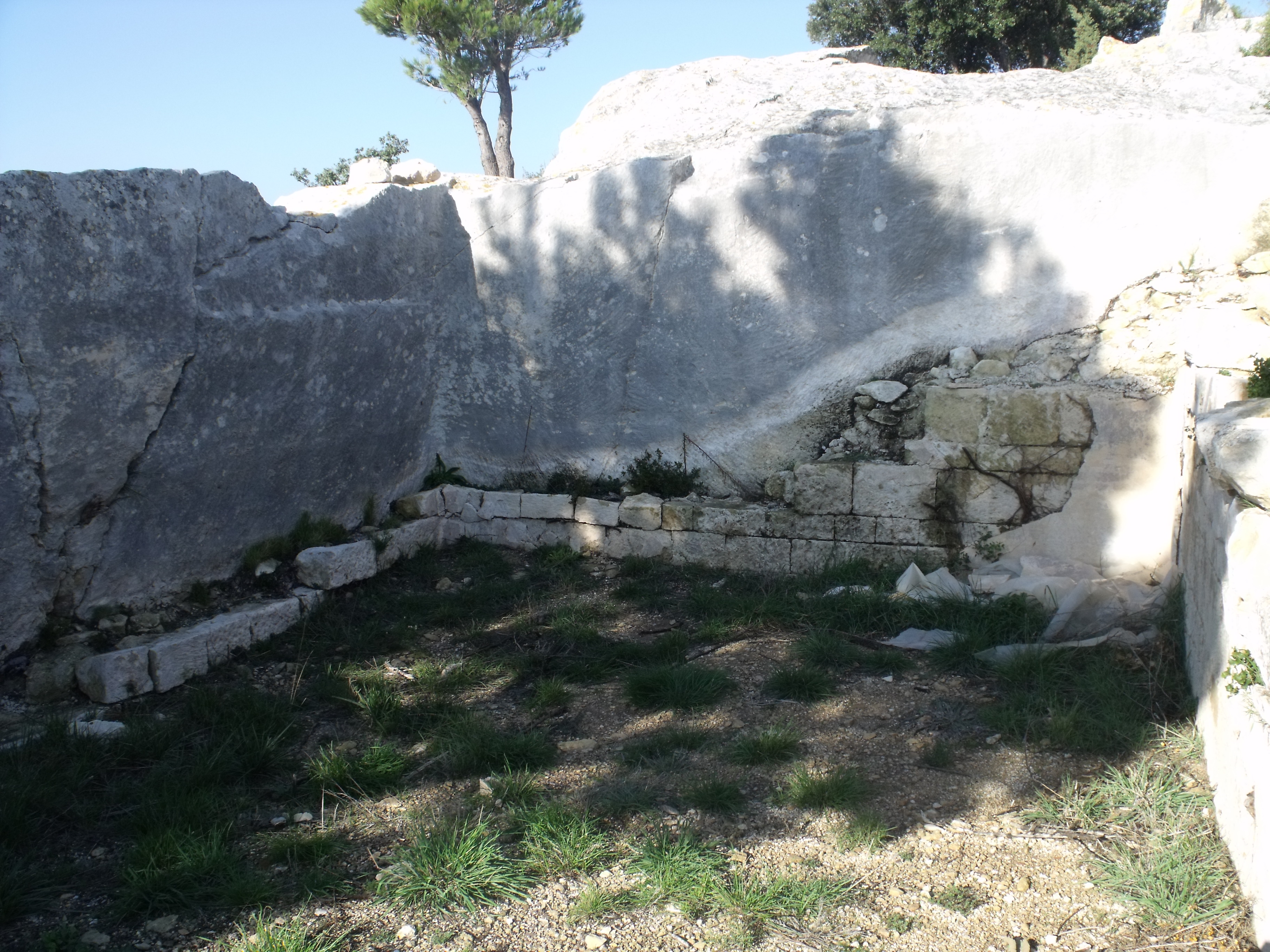
Citerne en partie rupestre comblée
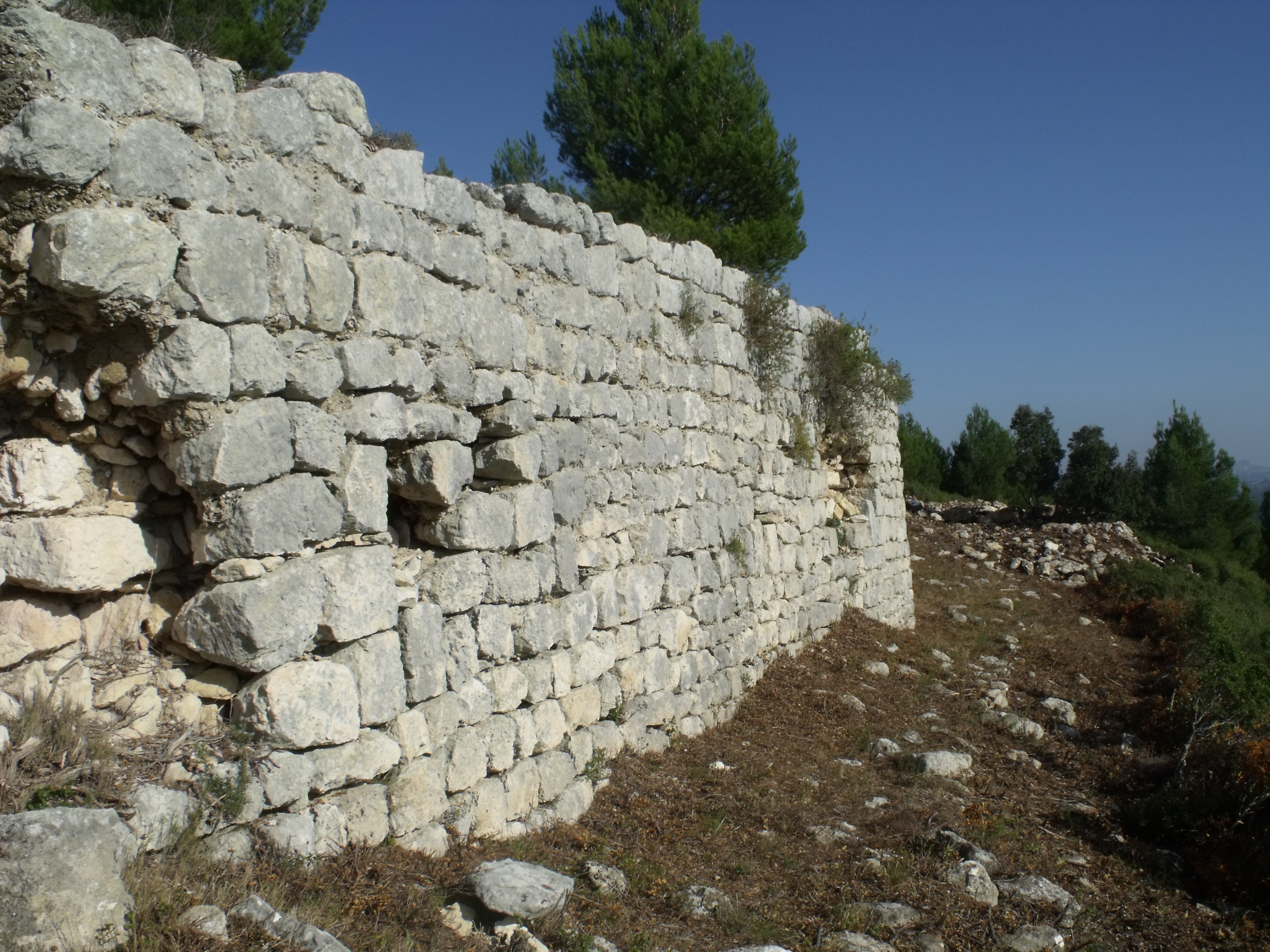
Rempart inférieur
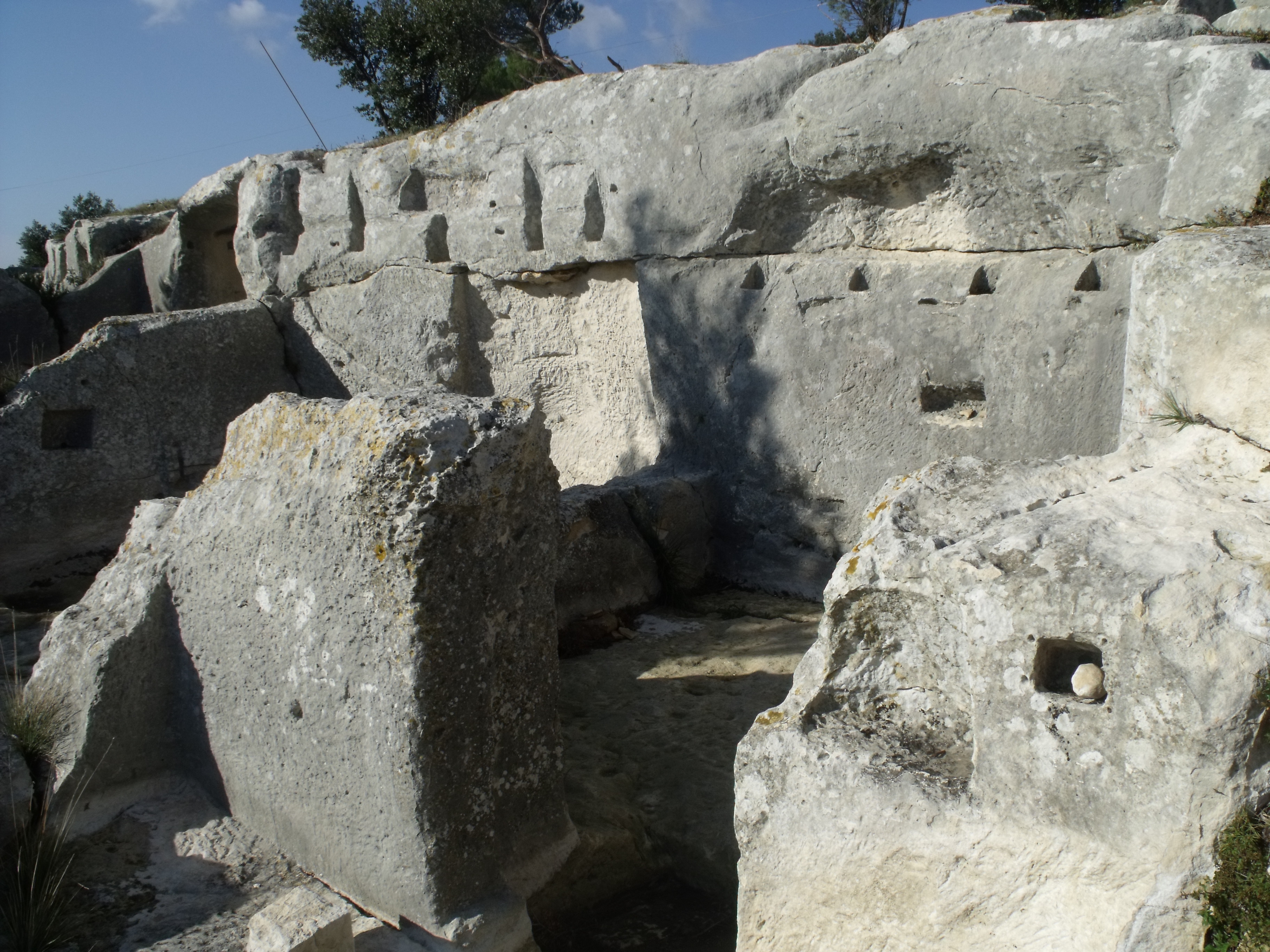
Exemple d'habitat semi-rupestre
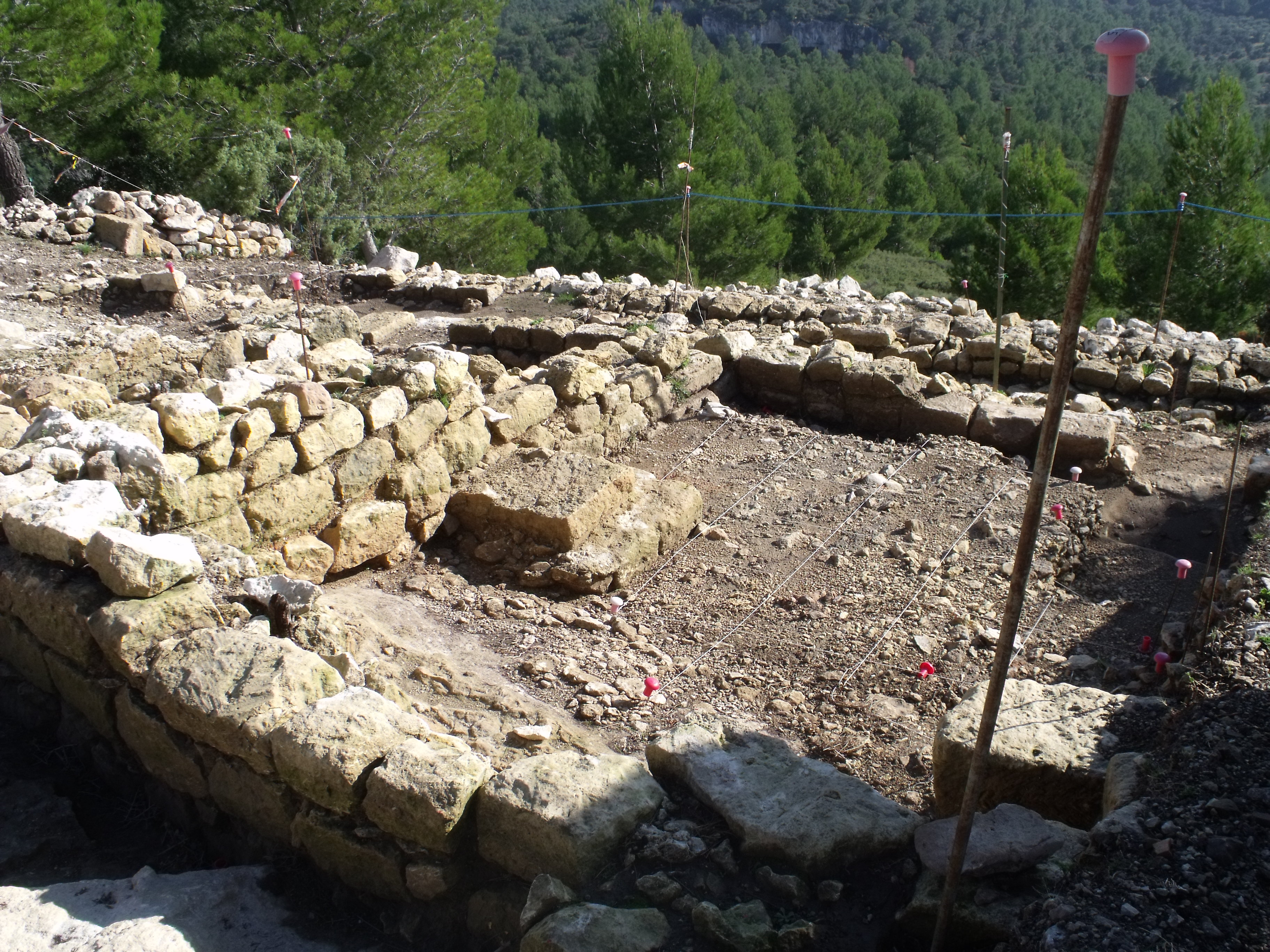
Exemple d'habitat en pierre de taille aux fondations creusées dans le roc, en cours de fouille